# Nouvelles Galeries
 (janvier 2015).
Si vous disposez d'ouvrages ou d'articles de référence ou si vous connaissez des sites web de qualité traitant du thème abordé ici, merci de compléter l'article en donnant les références utiles à sa vérifiabilité et en les liant à la section « Notes et références ».

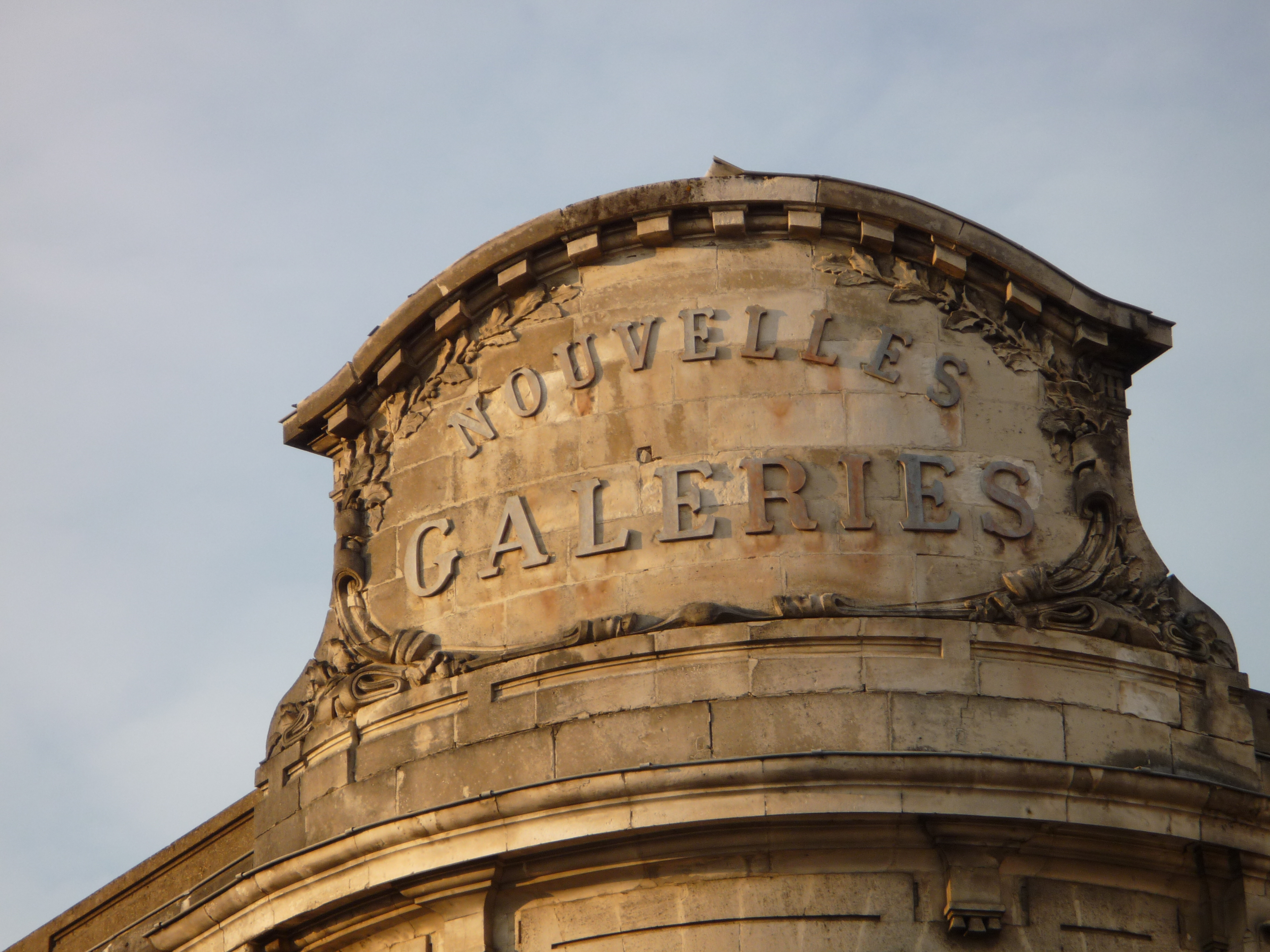
Fronton du magasin des Nouvelles Galeries de Mont-de-Marsan.

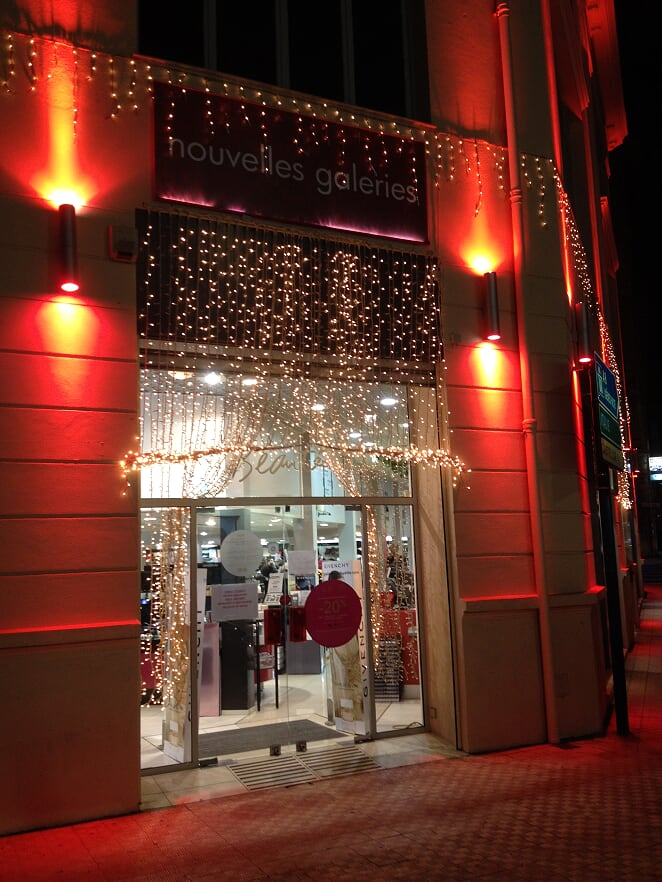
Nouvelles Galeries de Menton en 2014.

Les Nouvelles Galeries est le nom d'une chaîne de grands magasins créée en 1897 sous l’appellation Société française des grands bazars et nouvelles galeries réunis, présente dans les plus grandes villes de France. Les enseignes les moins rentables furent progressivement fermées au cours des années 1980 à 1990. Depuis, les magasins ont changé d'enseigne pour devenir des Galeries Lafayette. Seul le magasin de Langon subsiste.

## Historique
Le 20 avril 1899, l'enseigne est simplifiée en  Société française des nouvelles galeries réunies, présidé par Nicolas (Ariste) Canlorbe (mort en 1916), mari de la fille de Charles Démogé, fondateur,.
En 1928, les Nouvelles Galeries lancent les magasins populaires Uniprix. L'enseigne sera rachetée en 1997 par Monoprix, son concurrent du Groupe Galeries Lafayette.
En 1971, les Nouvelles Galeries lancent la carte de crédit à la consommation Cofinoga, et en 1979, l'enseigne se lance dans les assurances.
Afin de faire face à une OPA, le siège parisien fut vendu (entre autres) et les Nouvelles Galeries (dont les services du siège) regroupées avec le Groupe Galeries Lafayette en 1983.
Au début des années 1980, le groupe SFNGR (Société française des Nouvelles Galeries réunies) se composait d'environ 160 magasins centre-ville (succursales et affiliés) occupant 25 000 personnes et avait par ailleurs développé l'enseigne Centre Maison Jardin (CMJ) qui a compté jusqu'à 30 magasins occupant les anciens dépôts des magasins Nouvelles Galeries installés dans les centres-villes. Les « NG », Nouvelles Galeries, développèrent également une marque de produits frais (MIRBELL), une autre de produits secs (MIRBEL) et une société de dépannage en électroménager et électronique. Par ailleurs, une marque interne a vu le jour sous le nom « NOGAMATIC » (NOGA préfixe du nom du distributeur Nouvelles Galeries). De plus, le Groupe créa sa propre société financière (encore en activité aujourd'hui). L'ancien siège social occupait un pâté de maisons complet au 66 rue des Archives à Paris (rue des Archives, rue Charlot, 1 000 personnes).
Le groupe avait mis en place, avant 1986, un système de 3 plateformes communes pour alimenter ses 160 magasins, situées à Paris, Lyon et Bordeaux, et disposait d'une société spécialisée dans l'importation des produits étrangers, « SONAC » - Société nationale d'approvisionnement commerciale.
Le siège du Groupe Nouvelles Galeries (époque 1980) avait son propre laboratoire de tests (alimentation et tous produits confondus - dont électroniques), son imprimerie intégrée, son plateau informatique high tech pour l'époque. Le siège parisien hébergeait les présentations des collections sur l'ensemble des produits vendus en magasins ainsi que la centrale d'achats.  Le Groupe Galeries Lafayette abandonne l'enseigne petit à petit et les seize derniers magasins sont vendus en 1997. Certains étaient déjà passés sous enseigne BHV comme à Angoulême.
En 2005, alors que seuls 10 magasins Nouvelles Galeries sont toujours en activité en France, le directeur général du groupe Galeries Lafayette Paul Delaoutre annonce la disparition complète de l'enseigne Nouvelles Galeries d'ici fin 2007.
En 2024, seuls les magasins d'Annecy, de Belfort et de Langon sont encore en activité sous les deux enseignes Nouvelles Galeries et Galeries Lafayette.